# Росен Карадимов
Доц. д-р Росен Карадимов е български преподавател и служебен министър на иновациите и растежа.

## Биография
Росен Карадимов е роден на 18 юли 1963 г.
Председател на Управителния съвет на „Институт за нов икономически напредък“. Член е на работната група „Закрила на интелектуалната и индустриална собственост“ към Съвета по европейски въпроси на Министерския съвет на Република България, както и на Академичния съвет към председателя на Патентното ведомство на Република България.
Народен представител в VII велико и XXXVI народно събрание, участвал в приемането на Конституцията от 1991 г. и в изработването на основни закони в областта на търговското и банковото право. В периода 1999–2003 г. е заместник-председател на Столичния общински съвет.
През 2022 г. е назначен за председател на Надзорния съвет на Българската банка за развитие. Като министър на иновациите и растежа ръководи изготвянето на стратегията на банката за 2024–2026 г. и провежда политика за реиндустриализация чрез финансиране на индустриални зони и подкрепа за стратегически сектори.
От 2025 г. Карадимов е председател на Комисията за защита на конкуренцията (КЗК).